# FM Towns Marty
FM Towns Marty是日本富士通公司在1993年于日本市场发布的一款游戏机。

## 历史
FM Towns Marty是历史上第一台32位家庭游戏机，内置CD-ROM和软盘驱动器。它基于之前的1989年FM Towns，并兼容此机器的游戏。
1994年，新版本的FM Towns Marty 2发布。它颜色更深的灰色外壳，以及更便宜的价格（66，000日元）。普遍认为它使用了更快的CPU，甚至有使用80486的说法，但事实并非如此。
此外还有FM Towns Car Marty，专为装在汽车上设计的版本。它发行了两个版本，MVP-1 (1994年4月发布)和MVP-10 (1994年11月发布).两者区别只在于其驱动机制，有说法指由于MVP-1很容易损坏所以才有MVP-10。其内置一张额外的IC卡，使其支持VICS。
尽管拥有优秀的机能，FM Towns和FM Towns Marty在日本的销量很差。它们卖得很贵，并且由于其特殊定制的结构，它们的扩展性不如使用DOS/V或者Microsoft Windows的IBM兼容机。FM Towns Marty 发布的时候NEC的PC98在日本市场如日中天，使它在DOS/V大举入侵之前无法突围。这实在是浪费了它那比兼容Windows 95的机器还要早7年的机能，包括可启动CD-ROM，彩色图形界面。到了现在兼容这台机器的软件由于产量太低而价格高昂。
尽管它向下兼容老FM Towns的电脑游戏却总有兼容性问题，而Marty自己的专用游戏数量又太少，以至于Marty实际上游离于游戏机和个人电脑之间，很难说它是真正的FM Towns的“游戏机版”。
富士通开始对Marty 2使用降价促销手段后，Marty 2的销量的确有所增加。但公司权衡利弊，觉得再投资下去不值得，于是放弃。后来日本有所谓的“Marty法则”(マーティーの法則): 你不持续支持一个产品的话，就无法提高其销量。

## 技术指标

### CPU
32位 AMD 386SX处理器，速度: 16MHz

### 图像
- 分辨率: 352x232 最高 640x480
- 32768 调色板 - 256色同屏显示

Marty只有S端子输出，没有其它图形输出。一些FM Towns游戏是只支持VGA的，所以Marty有降低15 kHz能力以让图像显示在家庭电视上。
Sprites:最大1024 sprites,16 x 16 sprite规格

### 声音
- 6 channel FM(山葉 YM2612)
- 8 channel PCM(理光 RF5c68)
- 1 channel CDDA音源(PCM格式)

### 内存
- 2 MB

### 储存部件
- CD-ROM, 单速(1x)
- 内置3.5" HD 软驱。软盘必须格式化到1.2M(PC98-风格)。这能在BIOS GUI完成。Marty不支持标准1.44M或者720k FAT格式3.5"软盘。PC要支持FM Towns Marty的软盘则需要一个软驱，以及BIOS和系统支持“3 模式”软盘。另外也有USB软驱支持“3 模式”。

### Multi-Purpose
- PCMCIA type 1 接口

Marty的IC Card插口兼容type 1 PCMCIA卡，包括装有电源的SRAM卡（可从BIOS菜单读取）并将其当作一个小盘来用。富士通也发行过一个PCMCIA 2400bps调制解调器(FMM-CM301)。这个调制解调器是一些特别定制的有打印机口的TCMarty的附带品。有人认为IC Card插口可以扩充内存，这是不可能的事。

### 手柄
- 4向方向键，2个发射键，选择，运行
- 2个标准手柄插口
- 键盘口

手柄插口叫DB9也就是兼容Atari 2600的“Atari Type”插口。选择、运行两个键也可以用同时按住上下，或者同时按住左右代替。富士通也曾为Capcom的街头霸王2出过一款6键手柄。Capcom也曾为FM Towns/Marty和Sharp X68000出过一款兼容的CPS Fighter摇杆转接器。 